# Xã Harp, Quận DeWitt, Illinois
Xã Harp (tiếng Anh: Harp Township) là một xã thuộc quận DeWitt, tiểu bang Illinois, Hoa Kỳ. Năm 2010, dân số của xã này là 311 người.